# Henryk Glücksberg
Henryk Rachmil Glücksberg (ur. 10 czerwca 1883, zm. 18 stycznia 1943 w Treblince) – żydowski inżynier i chemik, członek warszawskiego Judenratu.

## Życiorys
Posiadał stopień doktora chemii, z zawodu był inżynierem, pracował w przemyśle papierniczym. Angażował się w działalność organizacji kupieckich oraz charytatywnych. Przed wojną mieszkał wraz ze swoją rodziną przy ulicy Polnej.
Po wybuchu II wojny światowej wszedł w skład Judenratu w Warszawie. Był przewodniczącym Wydziału Kontroli (Komisji Rewizyjnej) Judenratu. W getcie warszawskim mieszkał na ulicy Ogrodowej 15. Mieszkał w okazałym mieszkaniu, które zostało wykorzystane przez Niemców przy produkcji filmów propagandowych. Od 1941 roku pełnił funkcję przewodniczącego Wydziału Aptek RŻ, a po wielkiej akcji deportacyjnej tymczasowo objął stanowisko przewodniczącego Wydziału Służby Porządkowej i Ubezpieczelni Społecznej. Mieszkał przy ulicy Muranowskiej 42. Zginął podczas akcji styczniowej, wywieziony do obozu zagłady w Treblince. 
Był żonaty ze Stefanią z d. Landau. Miał dwóch synów: Stefana (ur. 1927) i Tadeusza (ur. 1922), zostali oni wywiezieni wraz z nim do Treblinki w styczniu 1943 roku, Tadeusz zdołał jednak wyskoczyć z transportu i przeżył wojnę.